# ريتشارد نيوبولد آدامز
ريتشارد نيوبولد آدامز (بالإنجليزية: Richard Newbold Adams)‏ هو عالم إنسان أمريكي، ولد في 4 أغسطس 1924، وتوفي في 11 سبتمبر 2018.